# Hunga rhamnoides
Hunga rhamnoides är en tvåhjärtbladig växtart som först beskrevs av André Guillaumin, och fick sitt nu gällande namn av Ghillean `Iain' Tolmie Prance. Hunga rhamnoides ingår i släktet Hunga och familjen Chrysobalanaceae. Inga underarter finns listade i Catalogue of Life.